# 1741 aux échecs
| Années des échecs : 1738 - 1739 - 1740 - 1741 - 1742 - 1743 - 1744    |
| Décennies des échecs : 1710 - 1720 - 1730 - 1740 - 1750 - 1760 - 1770 |

Cet article présente les faits marquants de l'année 1741 aux échecs.

## Naissances
- Richard Twiss, écrivain auteur de Chess; a compilation of anecdotes relative to the game (1787-1789)[1].